# Елен Венсан
Жослін Еле́н Венса́н (фр. Hélène Vincent, до шлюбу На (фр. Jocelyne Hélène Nain); 9 вересня 1943, Париж, Франція) — французька акторка театру, кіно та телебачення, театральна режисерка. Лауреатка французької національної кінопремії «Сезар» 1989 року в категорії за найкращу жіночу роль другого плану .

## Біографія
Народилася 9 вересня 1943 року в Парижі.. Після навчання акторській майстерності на курсі Раймонда-Жирара більшу частину життя присвятила театральній сцені: грала в постановках за творами Г. Ібсена, В. Шекспіра, А. Стріндберга, працювала з такими театральними режисерами, як Патріс Шеро, Бернар Собель та своїм чоловіком Жаном-П'єром Венсаном.
Елен Венсан дебютувала в кіно наприкінці 1960-х років роллю в драмі режисера Рене Алльо «П'єр і Поль» (1969), де з'явилася в образі Мішель. А через три роки, продовжуючи співпрацювати з Алльо, з'явилася в його наступному фільмі — історичній драмі «Французькі кальвіністи». У цей же період грала разом з П'єром Рішаром і Філіппом Нуаре в комедії «Хмара в зубах», військовій драмі «Нехай розпочнеться свято», з Мішелем Пікколі в драмі Етьєна Перр'є «Неминуча жертва», а також у серіалах «Панове присяжні засідателі», «Жінки біля моря» та «Нічні лікарі».
Творчим проривом у кінокар'єрі Елен Венсан стала роль Мадам Маріель Ле Кенуа в комедії режисера Етьєна Шатільє «Життя — це довга щаслива річка», що вийшла на екрани на початку 1988 року. Фільм мав величезний успіх і був номінований на кінопремію «Сезар» в 7-ми категоріях. Елен Венсан здобула нагороду за найкращу роль другого плану. Вона була номінована на цю нагороду і в 1992 році за роль в драмі Андре Тешіне «Я не цілуюся», і в 2013 році за головну роль у стрічці Стефана Брізе «За кілька годин до весни».
За свою творчу кар'єру Елен Венсан виконала ролі у понад 70-ти кіно-, телефільмах та серіалах. Серед її робіт в кіно ролі у фільмах Кшиштофа Кесльовського «Три кольори: Синій» (1993), драмі «Моє життя в рожевому кольорі» (1997) Алена Берліне, комедії Альбера Дюпонтеля «Узаперті», комедії «Трезор» режисерів Клод Беррі і Франсуа Дюпейрона та інших.
У 2010-х Елен Венсан з'явилася в комедії Сільвена Шоме «Мій Аттіла Марсель» (2013), фільмах Олів'є Накаша та Еріка Толедано «Самба» (2014) та «1+1=Весілля» (2017), та в «Афері доктора Нока» (2017) Лоррейн Леві, який вийшов в український прокат у листопаді 2017.

## Особисте життя
Елен Венсан має сина (Тома Венсан), нині французький режисер, сценарист і актор.

## Фільмографія
| Рік       |    | Українська назва                               | Оригінальна назва                                                  | Роль                      |
| --------- | -- | ---------------------------------------------- | ------------------------------------------------------------------ | ------------------------- |
| 1969      | ф  | Пьер і Поль                                    | Pierre et Paul                                                     | Мішель                    |
| 1972      | ф  | Французькі кальвіністи                         | Les camisards                                                      | Катрін де Вергнас         |
| 1974      | ф  | Хмара в зубах                                  | Un nuage entre les dents                                           | мати сімесйства           |
| 1974—1986 | с  | Панове присяжні засідателі                     | Messieurs les jurés                                                | Мішлін Саура              |
| 1975      | ф  | Нехай розпочнеться свято                       | Que la fête commence...                                            | мадам де Сен-Симон        |
| 1977      | ф  | Неминуча жертва                                | La Part du feu                                                     | вдова                     |
| 1978—1986 | с  | Нічні лікарі                                   | Médecins de nuit                                                   |                           |
| 1979      | ф  | Вест-Індія                                     | West Indies                                                        | соціальна працівниця      |
| 1979      | с  | Жінки біля моря                                | Les dames de la côte                                               | Люсі                      |
| 1979      | ф  | Школу закінчено                                | L'école est finie                                                  | мадам Віллебуа            |
| 1980      | ф  | Коктейль Молотова                              | Cocktail Molotov                                                   | дружина дипломата         |
| 1980      | тф | Марія                                          | Marie                                                              | Агата, консьєржка         |
| 1980      | тф | Облава                                         | La traque                                                          | дружина Шену              |
| 1982      | тф | Едуард II                                      | Edward II                                                          | королева Ізабелла         |
| 1982      | тф | Відвези мене в театр: Ігриста річка            | Emmenez-moi au théâtre: Le fleuve étincellant                      | леді Сибіл Гестон         |
| 1983      | тф | Віші танцює                                    | Vichy dancing                                                      |                           |
| 1985      | тф | Віші танцюють                                  | Le deuxième couteau                                                | Арлетт Олів'є             |
| 1988      | ф  | Життя — це довга спокійна річка                | La vie est un long fleuve tranquille                               | мадам Маріель Ле Кенуа    |
| 1988      | с  | Холодний піт                                   | Sueurs froides                                                     | дружина Жака              |
| 1989      | ф  | Чоловіки, дружини, коханці                     | Les maris, les femmes, les amants                                  | Одетта                    |
| 1990      | ф  | Деде                                           | Dédé                                                               | Івонн, мати               |
| 1990      | с  | S.O.S. відсутній                               | S.O.S. disparus                                                    |                           |
| 1990      | тф | Сніданок в Сусцейраку                          | Le déjeuner de Sousceyrac                                          | Ернестіна                 |
| 1991      | ф  | Я не цілуюся                                   | J'embrasse pas                                                     | Евелін                    |
| 1992      | тф | Джо і Мілу                                     | Jo et Milou                                                        | Сара                      |
| 1992      | ф  | Парад ідіотів                                  | Le bal des casse-pieds                                             | Марі Поль                 |
| 1993      | ф  | Божевільний день у матінки                     | Une journée chez ma mère                                           | Беатріс, мати Шарлотти    |
| 1993      | ф  | Інстинкт ангела                                | L'instinct de l'ange                                               | мати Анрі                 |
| 1993      | ф  | Три кольори: Синій                             | Trois couleurs: Bleu                                               | журналістка               |
| 1994      | ф  | Погано гасять пожежі                           | Des feux mal éteints                                               | Жанна                     |
| 1994      | тф | Симон Таннер                                   | Simon Tanner                                                       | мадам                     |
| 1995      | с  | Річка надії                                    | La rivière Espérance                                               | Аньєс Ломбар              |
| 1995      | ф  | Том зовсім самотній                            | Tom est tout seul                                                  | мати Тома                 |
| 1996      | ф  | Берні                                          | Bernie                                                             | мадам Клермон, мати Берні |
| 1996      | ф  | Останній спів                                  | Le dernier chant                                                   | Луїза Фаварт              |
| 1996      | ф  | Вдалий удар                                    | Lucky Punch                                                        | Жозефіна                  |
| 1997      | с  | Жозефіна: Ангел-охоронець                      | Joséphine, ange gardien                                            | Женев'єва Бомон           |
| 1997      | тф | Дочки власника винного складу                  | Les filles du maître de chai                                       | Люсі                      |
| 1997      | ф  | Моє життя в рожевому кольорі                   | Ma vie en rose                                                     | Елізабет                  |
| 1998      | с  | Граф Монте-Крісто                              | Le comte de Monte Cristo                                           | Елоїза де Вільфор         |
| 1998      | кф | День матері                                    | La fête des mères                                                  |                           |
| 1999      | ф  | Домашня в'язниця                               | Prison à domicile                                                  | Норма Клар                |
| 2000      | ф  | Антильські острови на Сені                     | Antilles sur Seine                                                 | Елізабет Совер            |
| 2000      | ф  | Що робили жінки, коли чоловік гуляв на Місяці? | Que faisaient les femmes pendant que l'homme marchait sur la lune? | Естер Кесслер             |
| 2001      | с  | Біль в дупі                                    | L'emmerdeuse                                                       | Мадо Лафарж               |
| 2001      | тф | Краса на землі                                 | La beauté sur la terre                                             | Мартіна                   |
| 2001      | ф  | Сонце вище хмар                                | Le soleil au-dessus des nuages                                     | Віржині                   |
| 2002      | тф | Будинок під час бурі                           | Une maison dans la tempête                                         | Веро                      |
| 2003      | тф | Тривога: капризи кохання                       | L'emmerdeuse: Les caprices de l'amour                              | Мадо Лафарж               |
| 2003      | с  | Дитячий центр                                  | La maison des enfants                                              | Соланж Моньє              |
| 2005      | с  | Секс у великому Парижі                         | Clara Sheller                                                      | мати JP                   |
| 2005      | ф  | Маршрути                                       | Itinéraires                                                        | Деніз Шартьє              |
| 2005      | с  | Прокляті королі                                | Les rois maudits                                                   | дама Еліабель де Крессей  |
| 2005      | ф  | Сен-Жак... мечеть                              | Saint-Jacques... La Mecque                                         | сестра                    |
| 2006      | ф  | Узаперті                                       | Enfermés dehors                                                    | мадам Дюваль              |
| 2006      | ф  | Уперті                                         | Les irréductibles                                                  | Джейн                     |
| 2007      | с  | Що таке добре, що таке погано                  | Fais pas ci, fais pas ça                                           | Bonne maman               |
| 2008      | тф | Нові життя                                     | De nouvelles vies                                                  | Франсуаза                 |
| 2009      | с  | Загадкові вбивства Агати Крісті                | Les petits meurtres d'Agatha Christie                              | Крістін                   |
| 2009      | с  | Спецрозслідування                              | Enquêtes réservées                                                 | Мадлен Дебост             |
| 2009      | тф | Любов до смерті                                | Mourir d'aimer                                                     | директорка ліцею          |
| 2009      | ф  | Трезор                                         | Trésor                                                             | Надін                     |
| 2010—2011 | с  | Закон Бартолі                                  | La loi selon Bartoli                                               | Евелін Ламбер             |
| 2010      | тф | 35 кілограмів надії                            | 35 kilos d'espoir                                                  | Шарлотта                  |
| 2010      | ф  | Струмочки                                      | Les petits ruisseaux                                               | Ліз                       |
| 2011      | тф | Резиденція                                     | La résidence                                                       | Одетт Ноде                |
| 2012      | ф  | Кілька годин весни                             | Quelques heures de printemps                                       | Іветт Еврар               |
| 2013      | ф  | Мій Аттіла Марсель                             | Attila Marcel                                                      | тітка Анна                |
| 2014      | кф | 15 франків, квітів і трусиків                  | 15 francs, des fleurs et une culotte                               | дружина Анатоля           |
| 2014      | тф | Знайдіть Джульєтту                             | La trouvaille de Juliette                                          | La Taupe                  |
| 2014      | тф | Перше літо                                     | Le premier été                                                     | Мадлен                    |
| 2014      | ф  | Самба                                          | Samba                                                              | Марсель                   |
| 2015      | тф | Капітан Марло: Філіпп Мір                      | Capitaine Marleau: Philippe Muir                                   | Бланш Мір                 |
| 2015      | ф  | Удачі, Алжире!                                 | Good Luck Algeria                                                  | Франсуаза                 |
| 2015      | тф | Оголошення                                     | L'annonce                                                          | Жаклін                    |
| 2015      | ф  | Шукаю Ромера                                   | Looking for Rohmer                                                 |                           |
| 2015      | ф  | Запах мандарина                                | L'odeur de la mandarine                                            | Емілі                     |
| 2016      | ф  | Маленький мешканець                            | орендарка                                                          |                           |
| 2017      | ф  | Марі-Франсін                                   | Marie-Francine                                                     | Аннік Леґе                |
| 2017      | ф  | 1+1=Весілля                                    | Le sens de la fête                                                 | мати П'єра                |
| 2017      | ф  | Афера доктора Нока                             | Knock                                                              | вдова Пон                 |
| 2017      | ф  | Альтернативна опіка                            | Garde alternée                                                     |                           |
| 2017      | ф  | Сонце в моїх очах                              | Du soleil dans mes yeux                                            | Ніколь                    |
| 2019      | ф  | З божої волі                                   | Grâce à Dieu                                                       | Оділь Дебор, мати Франсуа |

## Визнання
| Нагороди та номінації Елен Венсан | Нагороди та номінації Елен Венсан | Нагороди та номінації Елен Венсан | Нагороди та номінації Елен Венсан |
| Рік                               | Категорія                         | Фільм                             | Результат                         |
| --------------------------------- | --------------------------------- | --------------------------------- | --------------------------------- |
| Премія «Сезар»                    |                                   |                                   |                                   |
| 1989                              | Найкраща акторка другого плану    | Життя — це довга спокійна річка   | Перемога                          |
| 1992                              | Найкраща акторка другого плану    | Я не цілуюся                      | Номінація                         |
| 2013                              | Найкраща акторка                  | Декілька годин весни              | Номінація                         |